# Effetto Jahn-Teller
In base all'effetto Jahn-Teller (o distorsione Jahn-Teller), ogni molecola non lineare con uno stato elettronico fondamentale degenere subisce una distorsione geometrica che rimuove la degenerazione stessa. Questo effetto è stato descritto nel 1937 dagli scienziati Hermann Arthur Jahn ed Edward Teller che utilizzando la teoria dei gruppi dimostrarono che le molecole degeneri non lineari non possono essere stabili nella configurazione di massima simmetria spaziale. L'effetto della distorsione è quello di diminuire l'energia della molecola.

## Chimica di coordinazione

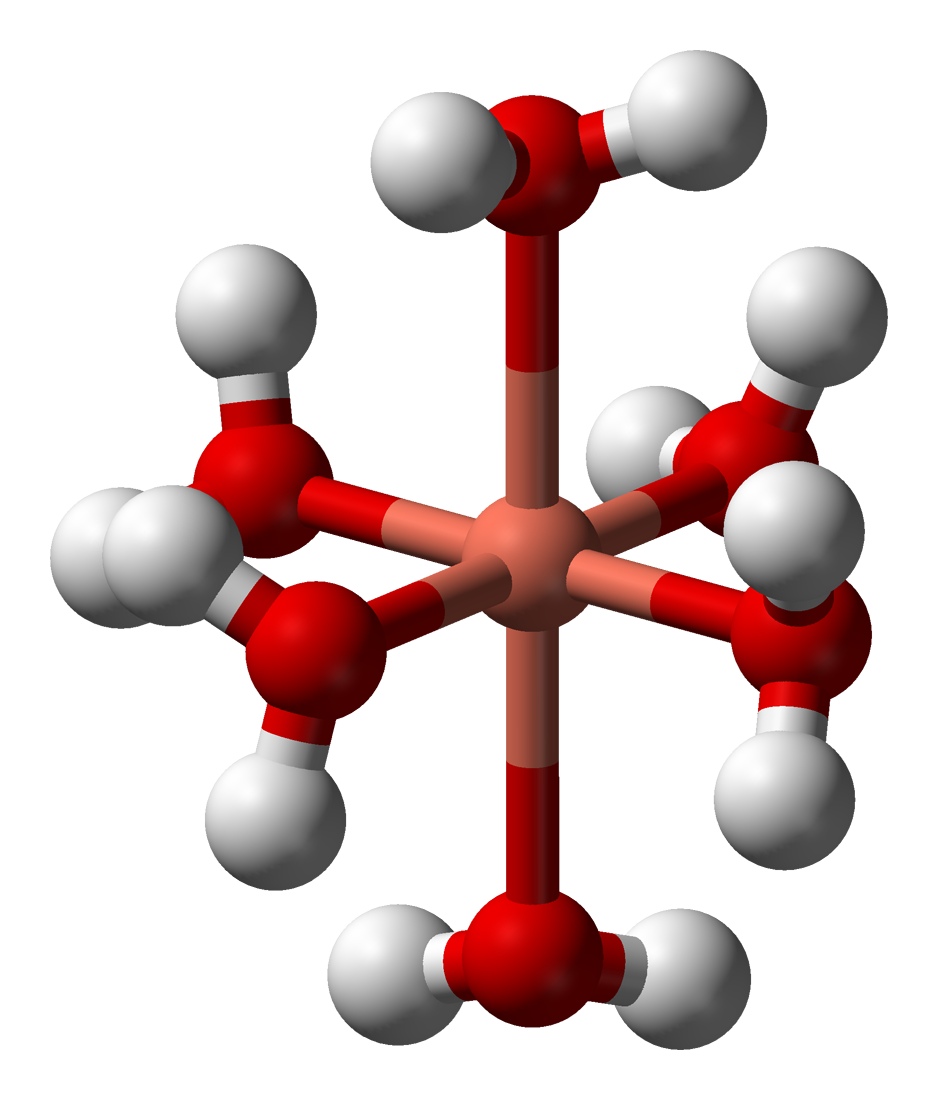
L'effetto Jahn-Teller è responsabile della distorsione tetragonale dello ione complesso esaacquorame(II), [Cu(OH_{2})_{6}]^{2+}, che altrimenti avrebbe geometria ottaedrica. Le due lunghezze dei legami assiali Cu−O sono di 238 pm, mentre i quattro legami equatoriali Cu−O sono di circa 195 pm.

L'effetto Jahn-Teller si riscontra comunemente e assume particolare importanza nell'ambito della chimica inorganica. I complessi ottaedrici dei metalli di transizione che formano ioni con configurazione elettronica d9 possiedono uno stato fondamentale eg doppiamente degenere, con l'elettrone spaiato che può occupare tanto l'orbitale dx²-y² quanto l'orbitale dz². La distorsione Jahn-Teller agisce quindi solitamente provocando un allungamento assiale del legame metallo-ligando lungo l'asse z e la compressione dei quattro legami che giacciono sul piano (si parla di distorsione tetragonale). Sarebbe anche possibile l'alternativa inversa, ovvero l'allungamento dei legami sul piano e la compressione di quelli assiali, ma considerato che in tal modo si indeboliscono quattro legami (contro i due della precedente distorsione) viene facilmente spiegato il motivo per cui prevalga il verificarsi della precedente tipologia di distorsione. È da sottolineare che il teorema di Jahn-Teller non prevede quale distorsione abbia luogo, ma piuttosto prevede l'instabilità di una data simmetria molecolare. Quando avviene l'elongazione dei legami in trans lungo l'asse z le interazioni elettrostatiche provocano una variazione energetica dei livelli dello stato fondamentale.
Ciò ha l'effetto di diminuire l'energia totale della molecola.
Nei complessi ottaedrici l'effetto Jahn-Teller è più pronunciato quando un numero dispari di elettroni occupano gli orbitali eg; questo è il caso dei complessi d9, d7 a basso spin o d4 ad alto spin, che possiedono tutti uno stato fondamentale doppiamente degenere. A rigore, l'effetto si verifica anche nel caso in cui la degenerazione riguardi gli elettroni in orbitali t2g (per esempio configurazioni quali d1 o d2 sono triplamente degeneri). Comunque l'effetto è meno significativo, in quanto la stabilizzazione energetica non riguarda orbitali direttamente implicati nel legame chimico coi ligandi (i t2g hanno carattere non legante). La stessa cosa vale per i complessi tetraedrici.
L'effetto Jahn-Teller può essere indagato sperimentalmente grazie all'utilizzo di tecniche spettroscopiche quali la spettroscopia UV-VIS, che spesso mostra la separazione delle bande di assorbimento, e la risonanza paramagnetica elettronica, che permette di studiare gli elettroni spaiati.

## Chimica organica

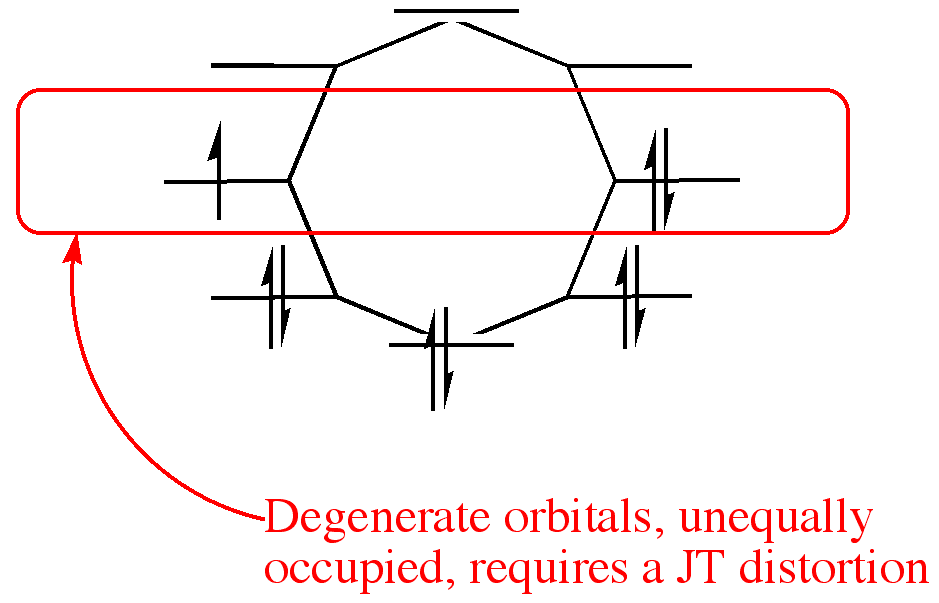
L'effetto Jahn-Teller rende non simmetrico l'anione radicalico del cicloottatetraene.

Talvolta l'effetto Jahn-Teller si riscontra anche in chimica organica, come nel caso riguardante la molecola del cicloottatetraene. Esiste però una certa diatriba al riguardo, dato che alcuni studiosi ritengono che lo pseudo-effetto Jahn-Teller (detto talvolta "effetto Jahn-Teller del secondo ordine") apparentemente non è implicato nella distorsione tetragonale. Un chiaro caso è invece quello riguardante l'anione radicalico del cicloottatetraene, il cui diagramma degli orbitali molecolari π di frontiera mostra chiaramente la presenza di un elettrone spaiato in un insieme di orbitali degeneri. Questa configurazione subisce una distorsione in accordo con l'effetto Jahn-Teller.

## Effetto Jahn-Teller dinamico
L'effetto Jahn-Teller è un fenomeno flussionale; quando si osserva un rapido scambio dell'orientazione di una distorsione si ha quello che viene definito effetto Jahn-Teller dinamico. Tale effetto dipende dalla temperatura: ad esempio, sotto i 20 K lo spettro di risonanza paramagnetica elettronica di [Cu(OH2)6]2+ mostra picchi distinti che indicano l'instaurarsi di una distorsione statica (sempre tenendo conto della scala temporale dell'EPR).